# رودي داوسون
رودي داوسون (بالإسبانية: Rudy Dawson)‏ (8 مايو 1988 في كوستاريكا - ) هو لاعب كرة قدم كوستاريكي في مركز الدفاع.

## وصلات خارجية
- رودي داوسون على موقع قاعدة بيانات كرة القدم.إي يو (الإنجليزية)
- رودي داوسون على موقع Soccerway.com (الإنجليزية)